# Ruth Aarons
Pour les articles homonymes, voir Aarons.
Ruth Hughes Aarons (née le 11 juin 1918 à Stamford, Connecticut, morte le 6 juin 1980 à Los Angeles, Californie) est une joueuse de tennis de table américaine.
Elle a été championne du monde en simple en 1936 et 1937. C'est la première et la seule américaine à remporter un titre mondial en simple en tennis de table à ce jour, discipline dominée par les européens dans les années 1930, par les Hongrois en particulier.

## Biographie
Ruth Aarons est née à Stamford, dans le Connecticut. Sa passion pour le tennis de table est née par hasard, comme elle le raconte elle-même: alors qu'elle jouait au tennis il s'est mis à pleuvoir brusquement, et cherchant à s'occuper à l'abri elle découvre le tennis de table. Elle commence à jouer dans des tournois à l'âge de 15 ans, et remporte l'Open de Westchester en 1933.
Lors des championnats du monde de 1937 à Baden en Autriche, sa finale avec l'Autrichienne Gertrude Pritzi avait duré tellement longtemps (ni l'une ni l'autre ne prenait le risque d'attaquer, et à l'époque la règle d'accélération n'existait pas) qu'elles avaient été disqualifiées toutes les deux au bout d'une heure 45 de match, et le titre déclaré vacant, cas unique dans la discipline. Cependant en 2001, la fédération internationale les a déclarées rétrospectivement (et à titre posthume) championnes du monde ex æquo.
En avril 1937, elle avait été suspendue trois mois par la fédération britannique de tennis de table pour s'être fait payer pour des démonstrations dans des nightclub britanniques. À son retour aux Etats-Unis elle se défend en indiquant qu'elle faisait la promotion pour son sport. Elle continua ses tournées d'exhibition dans les années 1940.
Après sa carrière sportive, elle crée sa propre société et encadre des acteurs et actrices tels que Jack Cassidy, Shirley Jones, David Cassidy, Shaun Cassidy, Susan Dey, George Chakiris, Janis Paige, ou Celeste Holm. Plus tard elle développe une addiction aux médicaments, et perd progressivement la confiance de ses clients. Le 6 juin 1980 elle est retrouvée morte dans la salle de bains de sa maison à Bervely Hills, probablement après une chute. D'après son ami David Cassidy, son abus de drogues l'avait conduit à une atrophie des muscles et elle pouvait à peine se tenir debout.